# فرودگاه بگیشفو
فرودگاه بگیشفو (به روسی: Аэропорт Бегишево) فرودگاهی عمومی واقع در شهر نیژنکامسک در کشور روسیه است که توسط OAO Begishevo Airport اداره می‌شود.

## شرکت‌های هواپیمایی و مقصدهای پروازی
| شرکت‌های هواپیمایی | مقصدهای پروازی                 |
| ----------------- | ------------------------------ |
| آئروفلوت          | شرمتیوو، سیمفروپول             |
| اطلس گلوبال       | آتاترک                         |
| Dexter Air Taxi   | استریگینو                      |
| آیزهاویا          | فصلی: آناپا، سیمفروپول         |
| کومی‌اویاترنس      | بولشویه ساوینو، کورومچ، پالکوو |
| Nordavia          | فصلی: سیمفروپول                |
| نوردویند ایرلاینز | شرمتیوو                        |
| پابیدا            | ونوکووا فصلی: سوچی             |
| اس۷ ایرلاینز      | دوموده‌دوو                      |
| ساراتوف ایرلاینز  | فصلی: آناپا، سیمفروپول، سوچی   |